# Johan Walldén
Johan Walldén, född 26 juli 1987, är en svensk friidrottare (medeldistanslöpare) tävlande för först Gefle IF och sedan Spårvägens FK.

## Personliga rekord
| Utomhus - 800 meter – 1:48,59 (Göteborg, Sverige 30 augusti 2009) - 1 000 meter – 2:21,17 (Göteborg, Sverige 5 september 2015) - 1 500 meter – 3:41,79 (Heusden-Zolder, Belgien 19 juli 2014) | Inomhus - 800 meter – 1:49,43 (Wien, Österrike 1 februari 2011) - 1 000 meter – 2:22,16 (Stockholm, Sverige 22 februari 2011) - 1 500 meter – 3:44,22 (Wien, Österrike 31 januari 2012) - 3 000 meter – 8:16,66 (Norrköping, Sverige 28 januari 2017) |

### Fotnoter
1. ↑  ”Tävlingsårsskiftesövergångar 15 november 2012”. friidrott.se. 24 oktober 2012. Arkiverad från originalet den 17 juni 2017. https://web.archive.org/web/20170617203727/http://www.friidrott.se/forbundsinfo/overgangar/arsskifte1213.aspx. Läst 16 september 2018.
2. ↑  ”Stora SM 2009”. archive.org. Arkiverad från originalet den 13 december 2009. https://web.archive.org/web/20091213202749/http://88.131.109.176/folksam/sm09/resultat.php. Läst 23 april 2013.
3. ↑  ”Stora SM 2010, dag 3”. trackandfield.se. Arkiverad från originalet den 29 september 2013. https://web.archive.org/web/20130928222318/http://www.trackandfield.se/resultat/2010/100821.htm. Läst 2 september 2013.
4. ↑  ”Stora SM 2011, dag 3” (htm). trackandfield.se. http://www.trackandfield.se/resultat/2011/110813.htm. Läst 17 april 2013.
5. ↑  ”Stora SM 2012, dag 2”. swedishtiming.se. Arkiverad från originalet den 30 augusti 2012. https://web.archive.org/web/20120830084623/http://www.swedishtiming.se/resultat/120825.htm. Läst 16 april 2013.
6. ↑  ”Stora SM 2014, dag 2” (htm). trackandfield.se. http://www.trackandfield.se/resultat/2014/140802.htm. Läst 21 oktober 2014.
7. ↑  ”Stafett-SM 2014” (pdf). idrottonline.se. Arkiverad från originalet den 2 april 2015. https://web.archive.org/web/20150402184643/http://www3.idrottonline.se/ImageVaultFiles/id_595198/cf_69694/resultat2014-05-27_2.PDF. Läst 25 mars 2015.
8. ↑  ”Stora SM 2015, dag 2”. trackandfield.se. Arkiverad från originalet den 6 juli 2016. https://web.archive.org/web/20160706161848/http://www.trackandfield.se/resultat/2015/150808.htm. Läst 31 oktober 2015.
9. ↑  ”Terräng-SM 2016”. racetimer.se. http://www.racetimer.se/sv/race/show/3482?layout=racetimer. Läst 1 november 2016.
10. 1 2  ”Stafett-SM 2016”. trackandfield.se. http://www.trackandfield.se/resultat/2016/160528.htm. Läst 1 november 2016.
11. 1 2  ”Stafett-SM 2018-05-26/27”. trackandfield.se. http://trackandfield.se/resultat/2018/180526_27.htm. Läst 5 september 2018.
12. ↑  ”Stafett-SM 2019-05-25/26”. huddingeais.se. https://data.huddingeais.se/tavling/19/stafettsm/190525.htm. Läst 25 augusti 2019.
13. ↑  ”SM-JSM-USM-VSM Stafett, Huddinge 31.7-1.8.21”. friidrottsstatistik.se. https://www.friidrottsstatistik.se/resultsswe.php?CID=12993132&Season=2021. Läst 29 augusti 2021.
14. ↑  ”Stora inne-SM 2011 dag 2, resultat”. trackandfield.se. http://www.trackandfield.se/resultat/2011/110227.htm. Läst 19 juli 2012.
15. ↑  ”Stora inne-SM 2012, resultat”. trackandfield.se. Arkiverad från originalet den 4 mars 2016. https://web.archive.org/web/20160304224853/http://www.trackandfield.se/Resultat/2012/120218_19.htm. Läst 19 juli 2012.
16. ↑  ”Stora inne-SM 2015, resultat”. archive.is. Arkiverad från originalet den 22 februari 2015. https://archive.is/20150222161525/http://livetiming.se/track/ism15/. Läst 29 mars 2015.
17. 1 2 3 4 5 6 7 8  ”Personsida på IAAF:s webbplats” (på engelska). iaaf.org. http://www.iaaf.org/athletes/sweden/johan-wallden-251299. Läst 4 oktober 2019.
18. 1 2 3 4 5 6 7  ”Personsida på European Athletics' webbplats” (på engelska). european-athletics.org. http://www.european-athletics.org/athletes/group=w/athlete=138838-wallden-johan/index.html. Läst 4 oktober 2019.